# On the Rocks (serie televisiva)
On the Rocks è una serie televisiva statunitense in 24 episodi del 1975, rifacimento americano della precedente serie britannica Porridge del 1974.

## Trama
La serie è interamente ambientata in un carcere e si snoda nei suoi 24 episodi sui rapporti tra i reclusi e le guardie carcerarie.

## Produzione
Poco dopo l'uscita del telefilm, la National Association for Justice ne chiese la sospensione perché la vita dei reclusi all'interno del carcere era ritratta con troppa benevolenza. I produttori si rifiutarono e la serie andò avanti fino all'episodio finale della prima e unica stagione.

## Personaggi
- Cleaver (24 episodi, 1975-1976) interpretato da Rick Hurst
- Hector Fuentes (24 episodi, 1975-1976) interpretato da José Pérez
- Nicky Palik (24 episodi, 1975-1976) interpretato da Bobby Sandler
- Lester DeMott (24 episodi, 1975-1976) interpretato da Hal Williams
- Mr. Sullivan (13 episodi, 1975-1976) interpretato da Tom Poston
- Mr. Gibson (13 episodi, 1975-1976) interpretato da Mel Stewart
- Warden Wilbur Poindexter (7 episodi, 1975-1976) interpretato da Logan Ramsey
- Baxter (6 episodi, 1975-1976) interpretato da Jack Grimes
- Howie(2 episodi, 1975-1976) interpretato da Hamilton Camp
- Lillian (2 episodi, 1975-1976) interpretata da Yvonne Wilder
- Giudice Arnold Davis (2 episodi, 1975) interpretato da Sorrell Booke
- Belinda (2 episodi, 1975) interpretata da Ann Noland
- Angie (2 episodi, 1975) interpretato da Dee Timberlake
- Vinnie Parelli (2 episodi, 1976) interpretato da George Loros
- Gabby (1 episodio, 1975-1976) interpretato da Patrick Cranshaw

## Episodi
| Stagione       | Episodi | Prima TV originale |
| -------------- | ------- | ------------------ |
| Prima stagione | 24      | 1975-1976          |